# Davor Meštrović
Davor Meštrović (Zagreb, 13. studenog 1967.) je hrvatski televizijski novinar i voditelj.

## Životopis
Davor Meštrović je urednik i voditelj na Hrvatskoj televiziji, rođen 13. studenog 1967. u Zagrebu. Završio je Filozofski fakultet Sveučilišta u Zagrebu. Po struci je profesor filozofije i komparativne književnosti. 14. prosinca 1984., kao đak zagrebačke V. gimnazije, prijavio se na audiciju za novinara zagrebačkog Radija 101 i od tada je prošao dug put od radijskog do televizijskog voditelja, novinara i urednika.
U siječnju 1990. počeo je raditi na trećem programu Hrvatske televizije, tadašnjem popularnom Z3. Radio je emisije na svim programima Hrvatske televizije. Nakon Radija 101 uređivao je i vodio jutarnji program II. programa Hrvatskog radija. Od 2002. je redoviti član Hrvatskog novinarskog društva. Još od 1992. gledatelji Hrvatske televizije gledaju ga u jutarnjoj emisiji 1. programa Hrvatske televizije, "Dobro jutro, Hrvatska", a 21. siječnja 2008. imenovan je urednikom redakcije ove emisije. Davor se pojavio i u gostujućim ulogama u humorističnim serijama "Bitange i princeze" i "Stipe u gostima", te telenoveli "Obični ljudi". Bio je i natjecatelj u glazbenoj misiji "Zvijezde pjevaju" zajedno s pjevačicom Žanamari Lalić te kao gost natjecatelj u emisiji "Volim Hrvatsku" 2018.

## Filmografija

### Televizijske uloge
- "Oblak u službi zakona" kao čovjek s psom #1 (2022.)
- "Crno-bijeli svijet" kao pionir Radija 101 (2020.)
- "Stipe u gostima" kao čovjek Laninih godina (2011.)
- "Bitange i princeze" kao Irenin suprug (2007.)
- "Obični ljudi" kao TV voditelj (2006.)

### Voditeljske uloge
- "Najljepši školski vrtovi" (s Karmelom Vukov-Colić (2016.-2017.); Danielom Trbović (2018.); i Zlatom Muck Sušec (2019. i 2021.)
- "Dora" kao suvoditelj (s Mirkom Fodorom, Ljiljanom Vinković i Karmelom Vukov-Colić i s glavnim voditeljima Danielom Trbović i Duškom Ćurlićem) (2003.)
- "Dobro jutro, Hrvatska" (1992.-2023.)

### Sinkronizacija
- "Veliko putovanje 2: Specijalna dostava" kao g. panda (2024.)

## Poveznice
- Hrvatska radiotelevizija
- Radio 101

## Vanjske poveznice
- Davor Meštrović u internetskoj bazi filmova IMDb-u (engl.)

|  | Zajednički poslužitelj ima stranicu o temi Davor Meštrović          |
|  | Zajednički poslužitelj ima još gradiva o temi Hrvatski TV-voditelji |

- Dobro jutro Hrvatska  Arhivirana inačica izvorne stranice od 29. kolovoza 2005. (Wayback Machine)